# 馬斯塔巴

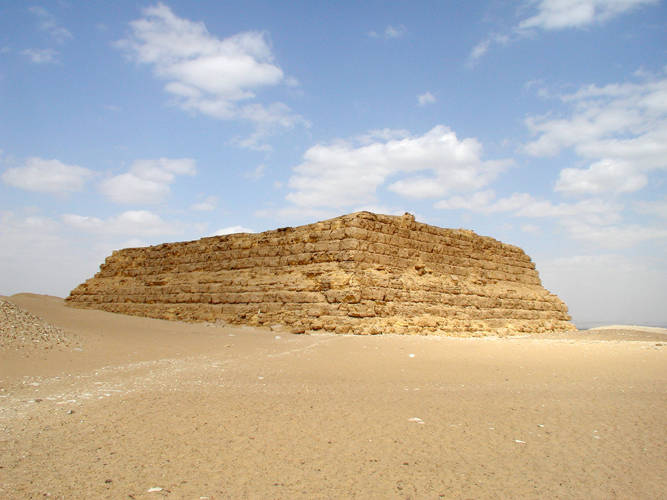
馬斯塔巴

馬斯塔巴（英語：mastaba）是古埃及墓葬建築的類型之一。馬斯塔巴是平頂、長方形和外部呈斜坡面的建築，很多古時期著名的埃及人都埋葬於這類型的墓室內。墓室是用泥磚或石頭來建成。

## 歷史
要了解馬斯塔巴和埃及墓地的結構，必先考慮到古埃及人的宗教信仰。最大的刺激作用是源於古埃及人相信來世。這反映在他們的建築，最突出的是花費大量的時間，金錢和人力參與建設自己的墳墓。埃及人相信靈魂在屍體不腐爛和不受破壞的情況下才能長存。自前王朝時期初，古埃及人已經努力研發保存屍體的方法。 最初，以香油或藥料等塗屍來防腐的方法被採用，其後陵墓的建築設計使屍體得以無限期保存。屍體會被放置在位於深處的密封墓室內，例如馬斯塔巴。由於，屍體接觸不到乾燥的沙，所以屍體無法變成木乃伊。為了保存屍體，古埃及祭司設計出一個人造木乃伊的方法。

## 結構

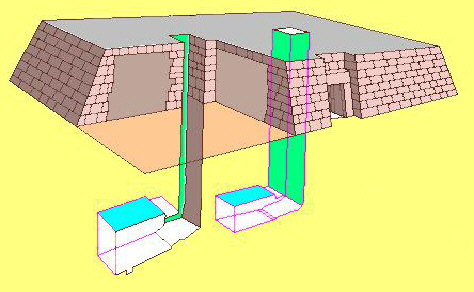
馬斯塔巴的結構

“馬斯塔巴”一詞源於阿拉伯語中的長凳，因為它遠望很像長凳。在其內部是位於地底深處的墓室並鋪上石頭和磚塊。外牆的建材最初是將尼羅河的泥灑乾後所形成的磚。儘管，更耐用的石頭後來投入使用，不過最重要並具紀念性的建築物仍然使用較便宜和容易獲得的泥磚。
馬斯塔巴外部是長方形，兩側有斜坡，平頂，長度是闊度的四倍，高度至少達30英尺。馬斯塔巴是南-北向的。這地上的結構形成一個空間，讓祭司和家庭成員通過假門將帶來的食品和其他祭品給予死者的靈魂。在第二個隱藏室地窖中，安放了一尊石造的死者雕像以作保護。地窖的高牆上有一些小洞，這些小洞並不是用來觀看雕像的，而是讓燒香的味道和可能是儀式上的咒語傳遞至雕像處。

## 建築演變

吉薩高原的地圖，顯示馬斯塔巴分佈於金字塔建築群之中。

馬斯塔巴在埃及前王朝時期及王朝早期是法老和社會精英標準的墳墓類型。早期的馬斯塔巴都選址在古埃及城市阿拜多斯。
儘管，法老後來開始建造金字塔作為他們的墳墓，不過貴族依然被安葬在馬斯塔巴中。這情況在吉薩高原上特別明顯，那裡的金字塔旁邊建造了數以百計的墓室。
在埃及第四王朝時，岩石切割墓開始出現。這些墓地建於上埃及的岩石峭壁上，目的是進一步防止盜墓。到了埃及第十八王朝或新王國時期，馬斯塔巴變得罕有，在很大程度上被建在墓室上方的獨立的金字塔所取代。